# Denver Broncos 1974
La stagione 1974 dei Denver Broncos è stata la 5ª della franchigia nella National Football League, la 15ª complessiva e la terza con John Ralston come capo-allenatore. Per la seconda stagione consecutiva la squadra terminò con più vittorie che sconfitte ma non riuscì ancora a centrare i primi playoff della sua storia.

## Calendario
| Stagione regolare |                        |           |                                 |        |
| Turno             | Avversario             | Risultato | Stadio                          | Record |
| 1                 | Los Angeles Rams       | S 10–17   | Mile High Stadium               | 0–1    |
| 2                 | Pittsburgh Steelers    | P 35–35   | Mile High Stadium               | 0–1–1  |
| 3                 | at Washington Redskins | S 3-30    | RFK Stadium                     | 0–2–1  |
| 4                 | at Kansas City Chiefs  | V 17–14   | Arrowhead Stadium               | 1–2–1  |
| 5                 | New Orleans Saints     | V 33–17   | Mile High Stadium               | 2–2–1  |
| 6                 | San Diego Chargers     | V 27–7    | Mile High Stadium               | 3–2–1  |
| 7                 | at Cleveland Browns    | S 21–23   | Cleveland Stadium               | 3–3–1  |
| 8                 | Oakland Raiders        | S 17–28   | Mile High Stadium               | 3–4–1  |
| 9                 | at Baltimore Colts     | V 17–6    | Memorial Stadium                | 4–4–1  |
| 10                | Kansas City Chiefs     | S 34–42   | Mile High Stadium               | 4–5–1  |
| 11                | at Oakland Raiders     | V 20–17   | Oakland–Alameda County Coliseum | 5–5–1  |
| 12                | at Detroit Lions       | V 31–27   | Tiger Stadium                   | 6–5–1  |
| 13                | Houston Oilers         | V 37–14   | Mile High Stadium               | 7–5–1  |
| 14                | at San Diego Chargers  | S 0–17    | San Diego Stadium               | 7–6–1  |

## Classifiche
| AFC West           | AFC West | AFC West | AFC West | AFC West | AFC West | AFC West | AFC West | AFC West | AFC West |
|                    | V        | S        | P        | PCT      | DIV      | CONF     | PF       | PS       | Str.     |
| ------------------ | -------- | -------- | -------- | -------- | -------- | -------- | -------- | -------- | -------- |
| Oakland Raiders    | 12       | 2        | 0        | .857     | 5–1      | 9–2      | 355      | 228      | V3       |
| Denver Broncos     | 7        | 6        | 1        | .536     | 3–3      | 5–4–1    | 302      | 294      | S1       |
| Kansas City Chiefs | 5        | 9        | 0        | .357     | 2–4      | 4–7      | 212      | 285      | S2       |
| San Diego Chargers | 5        | 9        | 0        | .357     | 2–4      | 4–7      | 233      | 293      | V2       |